# نوئل گلگر های فلایینگ بردز
پرندگانِ بلند پروازِ نوئل گلگر (به انگلیسی: Noel Gallagher's High Flying Birds) نام گروه راک انگلیسی است که در سال ۲۰۱۰ و توسط نوازنده گیتار و ترانه‌نویس سابق گروه اوسیس،نوئل گلگر پایه‌گذاری شد. در این گروه که در شهر منچستر، انگلستان شکل گرفته تعدادی از اعضای سابق اوسیس از جمله مایک راو، نوازنده کیبورد اوسیس حضور دارند.
گلگر در برنامه تلویزیونی جاناتان راس توضیح داد که نام گروه از دو منبع الهام گرفته شده‌است. قسمت اول نام گروه، نوئل گلگر، زمانی به ذهن او رسیده که در حال شستن ظرف‌ها، آلبوم پیتر گرین گروه فلیتوود مک را گوش می‌داده و قسمت دوم نام گروه از آهنگ پرندگان بلندپرواز ساخته جفرسن ایرپلین گرفته شده‌است.

## آلبوم‌ها
- Noel Gallagher's High Flying Birds - ۲۰۱۱
- ۲۰۱۵ - Chasing Yesterday
- ۲۰۱۷ - Who Built the Moon?